# Vera Constantinovna de Russie (1906-2001)
Pour sa tante, voir Vera Constantinovna de Russie.
Vera Constantinovna de Russie (en russe : Вера Константиновна), née le 24 avril 1906 à Pavlovsk et décédée le 11 janvier 2001 à New York, fut une princesse impériale de Russie et membre de la Maison de Holstein-Gottorp-Romanov.

## Biographie

### Origines et enfance
Elle est la fille de Constantin Constantinovitch de Russie et d'Élisabeth de Saxe-Altenbourg.
Vera Constantinovna de Russie était âgée de huit ans lors de l'assassinat de l'archiduc François-Ferdinand d'Autriche à Sarajevo le 28 juin 1914 ; cet attentat fut à l'origine de la déclaration de la Première Guerre mondiale. Au début de ce conflit armé, la princesse, son frère, le prince Georges Constantinovitch de Russie accompagnés de leurs parents se trouvaient en Allemagne, en visite dans leur famille maternelle à Altenbourg. Cette déclaration de guerre surprit la famille ; ils demeurèrent prisonniers des Allemands. Grâce à l'intervention de l'impératrice d'Allemagne, Augusta-Victoria de Schleswig-Holstein-Sonderbourg-Augustenbourg, ils furent autorisés à regagner la Russie.
En 1910, sa sœur la princesse Tatiana, âgée de 20 ans, fut autorisée par le tsar à épouser le prince Bagration-Moukhranski, issu d'une importante famille géorgienne mais non de sang royal. En 1911, son frère aîné épouse la princesse Hélène de Serbie, fille du roi Pierre Ier de Serbie. Le couple aura deux enfants.
Les frères aînés de Vera Constantinovna de Russie rejoignirent l'armée impériale russe, son frère préféré, le prince Oleg fut tué au combat le 22 octobre 1914 à Vilnius en Lituanie. Trop jeune, la princesse ne fut pas autorisée à assister aux funérailles de son frère. Le décès du prince Oleg Constantinovitch de Russie fut le premier des nombreux malheurs qui s'abattirent sur la famille Romanov. En mai 1915, son beau-frère, le prince Bagration-Moukhranski mourut à son tour au champ d'honneur laissant son épouse, la princesse Tatiana et deux enfants en bas âge.
Le 15 juin 1915, Vera Constantinovna de Russie assista au décès de son père. Plus tard, dans une lettre adressée à son frère Georges Constantinovitch de Russie, elle conta comment assise avec son père, le grand-duc commença à haleter. La princesse réussit à ouvrir une lourde porte, en poussant des plantes imposantes qui étaient disposées devant cette porte, elle courut vers sa mère lui expliquant la difficulté respiratoire de son père. Sa mère l'a suivie, mais le grand-duc avait déjà cessé de vivre.

### Révolution russe

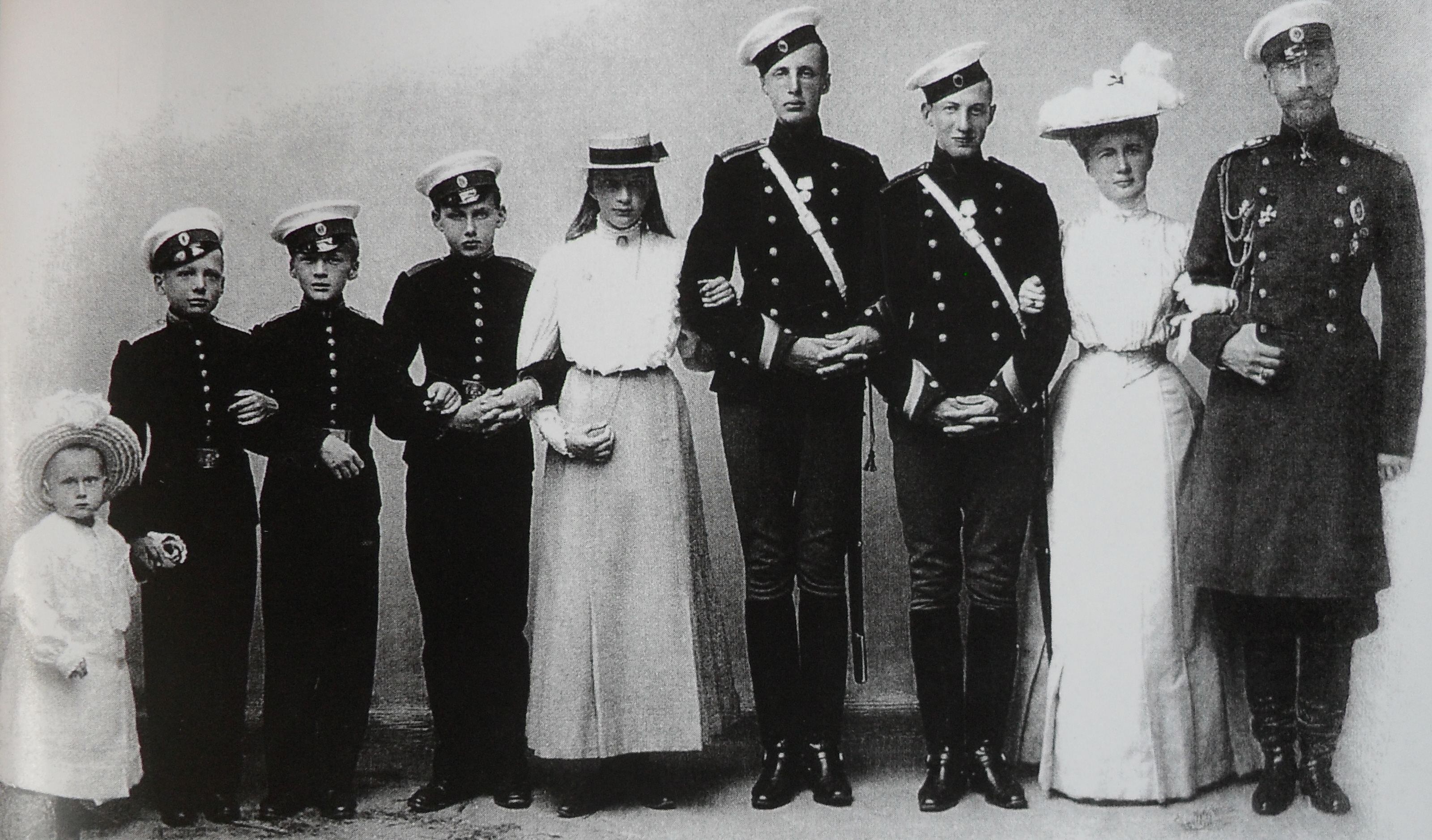
Vera Constantinovna avec sa famille, en 1907.

Au cours de la Révolution russe, quatre des frères de Vera Constantinovna de Russie furent emprisonnés par le Bolcheviks ; seul, le prince Gabriel Constantinovitch de Russie fut libéré (sur l'intervention de Gorki). Trois de ses frères, les princes Ivan Constantinovitch de Russie, Constantin Constantinovitch de Russie et Igor Constantinovitch de Russie furent déportés en Sibérie puis exécutés sauvagement à Alapaïevsk en Oural, avec d'autres membres de la famille Romanov, le 18 juillet 1918. Pendant la période chaotique du gouvernement provisoire, après la Révolution d'Octobre, Vera Constantinovna de Russie, sa mère et son frère Georges Constantinovtich de Russie demeurèrent à Pavlovsk. Ils vécurent une existence précaire.
En octobre 1918, les Bolcheviks autorisèrent sa mère à quitter la Russie. La princesse, son frère et sa mère embarquèrent sur un navire suédois le Angermanland. Via Tallinn ils débarquèrent à Helsinki puis à Stockholm. Dans ce port, Gustave VI Adolphe de Suède les attendait. Le souverain suédois les emmena au palais royal.

### L'exil
Vera Constantinovna de Russie vécut avec sa mère et son frère durant deux années en Suède, à Stockholm, puis à Saltsjöbaden. La vie en Suède devenant trop onéreuse pour y vivre, la princesse, sa mère et son frère, sur l'invitation du roi Albert Ier de Belgique s'installèrent en Belgique. Plus tard, Vera Constantinovna de Russie et sa mère Élisabeth de Saxe-Altenbourg s'établirent en Allemagne, à Altenbourg. La princesse résida trente années dans ce pays, sauf, les quelques années où elle vécut en Angleterre. Sa mère décéda d'un cancer le 24 mars 1927 à Leipzig. Le prince Georges Constantinovitch de Russie s'installa à New-York où il décéda le 7 novembre 1938 à l'âge de 35 ans. Vera Constantinovna de Russie vécut des heures difficiles dans l'Allemagne nazie durant la Seconde Guerre mondiale.
À la fin de la guerre, les troupes soviétiques occupèrent l'Allemagne de l'Est, la princesse se réfugia à Hambourg en Allemagne de l'Ouest. Vera Constatinovna de Russie fut une apatride, durant toute sa vie ; elle ne possédait que le passeport Nansen, ce qui lui permit de se déplacer aisément, mais sans bénéficier d'aucune protection d'un État. La princesse refusa toujours la protection offerte par certains États européens, elle estima être russe. Une fois elle déclara : « Je n'ai pas quitté la Russie, la Russie m'a laissée ».
En 1951, Vera Constantinovna de Russie s'établit aux États-Unis. Elle vécut à New-York, où elle fut très active dans les organismes de bienfaisance, mais elle considéra certaines communautés émigrées et leurs prétentions avec beaucoup de scepticisme. Elle ne fut pas comme beaucoup d'émigrés, une nostalgique ; elle posséda plutôt des souvenirs de son enfance, de sa famille perdue. Pour la princesse, les enfants de Nicolas II de Russie et d'Alix de Hesse-Darmstadt restèrent les compagnons de jeu de son enfance. Vera Constantinovna de Russie considéra la canonisation des membres de la famille Romanov assassinés par les Bolcheviques, y compris ses frères et son oncle, le grand-duc Dimitri Constantinovitch de Russie, comme un acte déroutant de la part de l'Église orthodoxe russe. La princesse fit paraître dans un magazine Kadetskaïa pereklitchka quatre brefs articles publiés par l'Union des Cadets russes à New-York.
À la fin du XXe siècle et au début du XXIe, Vera Constantinovna de Russie conserva une certaine aura : elle fut le dernier membre survivant de la famille Romanov possédant encore des souvenirs de la Russie impériale.
Ses deux frères et sa sœur parvenus à échapper à la mort durant la Révolution russe, la précédèrent dans la mort. Gabriel Constantinovitch de Russie décéda le 28 février 1955, il ne laissa aucun héritier, comme son autre frère, le prince Georges Constantinovitch de Russie, victime d'une mort prématurée à l'âge de trente-cinq ans, le 7 juillet 1938. Sa sœur, la princesse Tatiana Constantinovna de Russie, deux fois veuve, une fois l'éducation de ses enfants terminée, prit le voile et devint abbesse ; elle décéda à Jérusalem le 28 août 1979.

### Décès et inhumation
Vera Constantinovna de Russie décéda à la Fondation Tolstoï pour personnes âgées, une maison de soins de New-York le 11 février 2001, à 94 ans.
Vera Constantinovna de Russie fut inhumée aux côtés de son frère Georges Constantinovitch de Russie au cimetière du monastère orthodoxe russe de Novo-Diveïevo au hameau de Nanuet situé près de New-York.
Au printemps 2007, le palais de Pavlovsk, où naquit Vera Constantinovna de Russie, organisa une exposition sur elle et sa famille à l'occasion de la commémoration de son 101e anniversaire.